# Diplusodon cryptanthus
Diplusodon cryptanthus är en fackelblomsväxtart som beskrevs av T.B.Cavalc.. Diplusodon cryptanthus ingår i släktet Diplusodon och familjen fackelblomsväxter. Inga underarter finns listade i Catalogue of Life.